# Dusabu ilche
Pour l’article homonyme, voir My Boss, My Hero (drama).
Pour plus de détails, voir Fiche technique et Distribution.
Dusabu ilche (hangeul : 두사부일체) est une comédie sud-coréenne écrite et réalisée par Yoon Je-kyoon, sortie en 2001.

## Synopsis
Gye Doo-shik est considéré comme trop stupide par ses pairs pour prendre la tête d'un des groupes du gang. Son supérieur l'oblige à retourner à l'école pour avoir son diplôme pour qu'il soit, un jour, à la tête de l'organisation mafieuse. En intégrant une école privée, il essaye de se faire passer pour un jeune homme de 20 ans ayant redoublé plusieurs fois. Doo-shik découvrira les joies d'être un lycéen "de nos jours". Il se fera des amis malgré lui, et prendra alors le risque qu'on découvre sa véritable identité en affrontant une école corrompue dirigée par un gang rival.

## Fiche technique
- Titre : Dusabu ilche
- Titre original : 두사부일체
- Titre anglais : My Boss, My Hero
- Réalisation : Yoon Je-kyoon
- Scénario : Yoon Je-kyoon
- Décors : Cheong Yong-kwan
- Costumes : Lim Eun-mi, Lee Ha-yeong et Kim Se-mi
- Photographie : Hwang Cheol-hyeon
- Montage : Nam Na-yeong et Kim Sun-min
- Musique : Lee Wuk-hyeon
- Production : Zenith Entertainment
- Société de production : Kim Doo-chan, Lee Hyo-seong et Jo Yoon-ho
- Société de distribution : CJ Entertainment
- Pays d'origine : Corée du Sud
- Langue originale : coréen
- Format : couleur - 1.85 : 1 - Dolby Digital - 35 mm
- Genre : comédie
- Durée : 98 minutes
- Date de sortie :
  -  Corée du Sud : 14 décembre 2001

## Distribution
- Jeong Jun-ho : Gye Doo-shik
- Jeong Woong-in : Kim Sang-do
- Jeong Woon-taek : Dae Ka-ri
- Oh Seung-eun : Lee Yun-joo
- Song Seon-mi : Le professeur d'anglais
- Park Joon-gyoo : Jo Dong-pal

## À noter
- Le film peut être considéré comme assez dur par certains.
- Les comédies coréennes mettant en scène la mafia sont plutôt nombreuses. Parmi les plus connues, citons A Wacky Switch, Marrying the Mafia ou encore la trilogie des My Wife Is a Gangster.
- Le film sud coréen inspira également un drama japonais portant le même titre en 2006.